# 会党
会党是清朝统治时期，清廷对以反清复明为宗旨的民间结社的一些秘密团体的统称。清朝统治时期，民间多以秘密结社方式组织反清斗争，因此清朝对会党予以严厉镇压。在《清律》中专门设立有关禁止异姓结拜弟兄和结会树党的条款，把民间的结社活动，定性为“谋叛未行”。清朝统治期间，会党曾多次组织针对清朝的武装暴乱，其中以拜上帝会组织的太平天国和中国同盟会发起的武昌起义最为著名。